# Saint-Bonnet-la-Rivière
Saint-Bonnet-la-Rivière é uma comuna francesa na região administrativa da Nova Aquitânia, no departamento de Corrèze. Estende-se por uma área de 10,11 km². Em 2010 a comuna tinha 399 habitantes (densidade: 39,5 hab./km²).